# Kastellorizo Kai Nisides Ro Kai Strongyli Kai Paraktia Thalassia Zoni
Kastellorizo Kai Nisides Ro Kai Strongyli Kai Paraktia Thalassia Zoni este o arie protejată (arie specială de conservare — SAC, sit de importanță comunitară — SCI) din Grecia întinsă pe o suprafață de 1.816,36 ha, integral pe uscat.

## Localizare
Centrul sitului Kastellorizo Kai Nisides Ro Kai Strongyli Kai Paraktia Thalassia Zoni este situat la coordonatele 36°08′41″N 29°35′04″E / 36.144729°N 29.58448°E.

## Înființare
Situl Kastellorizo Kai Nisides Ro Kai Strongyli Kai Paraktia Thalassia Zoni a fost declarat sit de importanță comunitară în august 1996 pentru a proteja 2 specii de plante și 3 specii de animale. Situl a fost protejat și ca arie specială de conservare în martie 2011.

## Biodiversitate
Situată în ecoregiunile marină mediteraneană și mediteraneană, aria protejată conține 14 habitate naturale: Bancuri de nisip acoperite în permanență slab de apă marină, Straturi cu Posidonia (Posidonion oceanicae), Recifuri, Faleze cu vegetație de Limonium spp. endemic de pe coastele mediteraneene, Salicornia și alte specii anuale care populează regiunile mlăștinoase și nisipoase, Tufărișuri halo-nitrofile (Pegano-Salsoletea), Iazuri temporare mediteraneene, Râuri mediteraneene cu debit intermitent, cu specii de Paspalo-Agrostidion, Tufărișuri termo-mediteraneene și de pre-deșert, Sarcopoterium spinosum phryganas, Pante stâncoase calcaroase cu vegetație casmofită, Peșteri marine scufundate complet sau parțial, Galerii și tufărișuri riverane sudice (Nerio-Tamaricetea și Securinegion tinctoriae), Păduri de Olea și Ceratonia.
La baza desemnării sitului se află mai multe specii protejate:
- plante (2): Crepis pusilla, Polygonum praelongum
- amfibieni (1): Mertensiella luschani
- mamifere (1): Rousettus aegyptiacus
- reptile (1): Chelonia mydas

Pe lângă speciile protejate, pe teritoriul sitului au mai fost identificate 6 specii de plante, 1 specie de amfibieni, 8 specii de reptile.